# Mare di grano
Mare di grano è un film del 2018 diretto da Fabrizio Guarducci e prodotto dalla Produzione cinematografica Fair Play. 

## Trama
Adam è un bambino di otto anni che è alla ricerca dei suoi genitori e partirà all'avventura insieme ad altri due bambini Arianna e Martino, si aggiungerà a loro anche un poeta di nome Rimando.

## Riconoscimenti
2017 Terra di Siena International Film Festival  Premio CineCibo e Premio Miglior Attrice Non Protagonista a Donatella Pompadour 
2017 Selezione Ufficiale MIFF 2017 Milano International Film Festival
2018 Selezione Ufficiale Taormina Film Fest
2018 Selezione Ufficiale Chennai International Film Festival
2018 Selezione Ufficiale Ischia Global
2018 Foggia Film Festival 2018 Menzione Speciale della Giuria a Sebastiano Somma
2018 Festival Internazionale del Cinema di Salerno 2018 Premio Celluloide D’Oro 
2019 Selezione ufficiale Le Giornate della Luce